# Centris tiburonensis
Centris tiburonensis là một loài Hymenoptera trong họ Apidae. Loài này được Cockerell mô tả khoa học năm 1923.